# Paul Mercier (homme politique, 1888-1943)
Pour les articles homonymes, voir Mercier.
Paul Mercier (14 février 1888-10 août 1943) est un avocat et homme politique fédéral du Québec.

## Biographie
Né à Montréal, il étudie à l'école de Montcalm, au Collège de Sainte-Thérèse et à l'Université Laval à Montréal. Il est nommé au Conseil du Roi en 1922.
Élu député du Parti libéral du Canada dans la circonscription fédérale de Westmount—Saint-Henri en 1921, il fut réélu dans Saint-Henri en 1925, 1926, 1930 et en 1935. Il démissionna en 1937 pour devenir juge dans le district de Montréal.